# Viatsitsierawka
Viatsitsierawka (en biélorusse : Вяціцераўка) ou Viatiterovka (en russe : Вятитеровка) est un village de Biélorussie situé dans le raïon de Tchachniki, représentant lui-même une subdivision de la voblast de Vitebsk. Son agglomération fait partie intégrante de l’entité administrative et territoriale de Krouglitsa (be).

## Personnalités célèbres
- Viktar Dachkievitch (1945-2020), acteur biélorusse